# スノウ・クラッシュ
スノウ・クラッシュ（英: Snow Crash）は、アメリカのSF作家・ニール・スティーヴンスンが1992年に発表したSF小説である。
本作はサイバーパンクにコミカルさを加えたポストサイバーパンク小説である一方、言語学や古代シュメール文明の歴史などへの言及もある。
日本では1998年10月にアスキーから出版された後、2001年4月に早川書房から文庫本として出版された。それから21年近く後の2022年1月には文庫版が復刊された。
また、本作は仮想の三次元空間を意味する「メタヴァース」という言葉、ならびにアバターという概念を作ったことで知られている。

## 作品背景
作者のニール・スティーヴンスンは、「やかましくて陰鬱な曲ばかり聴きながら」本作を執筆したと話している。
また、本作は元々グラフィックノベルとして出される予定だった。

## 内容

### 舞台設定
本作におけるアメリカは連邦国家としての機能を喪失しており、国土はバーブクレイヴ（郊外都市国家）と呼ばれる小さな区画で仕切られた「フランチャイズ国家」の集団で分割されている。幹線道路は道路会社が所有している。一方で、世界の技術の均衡によってアメリカからテクノロジーが失われ、巨大船や巨大気球の安価な輸送による天然資源の強みは無くなった。これにより、アメリカにとって誇れるものは、音楽、映画、マイクロコード作り、高速ピザ配達となった。このうち、高速ピザ配達の配達人という職業は特権階級として描かれており、専門の大学も存在する。一方で、配達までに30分を超えると注文客に襲撃される危険性を持つ。また、本作においては仮想現実が現実に近い状態まで進化しているという設定であり、人々はゴーグルとイヤホンを装着して仮想世界に入ることができる。また、仮想世界において人々はアヴァターを通じて行動することができる。アヴァターの姿は自分と異なる姿でもよいが、自分の身長を超える大きさのアヴァターは使用できない。また、公衆端末からメタバースに入ったアバターはモノクロになってしまう。

### あらすじ
高速ピザ配達フランチャイズ〈配達人〉のヒロ・プロタゴニストは、TMAWH〈ウィンザーの中庭ハイツ〉で、4分43秒後に配達期限が切れるピザを、RadiKS〈特急便屋〉のY・Tに預けた。これにより、〈ホワイト・カラム〉に住む注文主がフリー・ピザを求め〈ボブ判事の司法システム〉に起訴を持ち込む事を逃れることができた。〈29分54秒〉のLEDでコーザ・ノストラピザとヒロはY・Tに借りを作った。
さて、ヒロには最後のフリーランス・ハッカーにして、メタバースにおける世界最高の剣士という顔があった。彼は〈貯蔵庫〉にある6×9メートルの部屋から「メタヴァース」の“家”にアクセスし、全長65,536キロの〈ストリート〉にある〈ブラック・サン〉の前で、“ポート”にアクセスしてきたようなモノクロ・アヴァターの背の高い男からドラッグ「スノウ・クラッシュ」を勧められる。ヒロが受け取りを断った「スノウ・クラッシュ」を、〈ブラック・サン〉の設立者で所有者のDa5idは持っていた。「スノウ・クラッシュ」のハイパーカードを「ふたつにちぎる」と、メタヴァース・プロトコルの生みの親で最高水準のハッカー、Da5id・マイヤーのアヴァターはシステムクラッシュし“デーモン”に排除された。

## 登場人物
ヒロ・プロタゴニスト
本作の主人公。フリーランス・ハッカー。剣士。ピザの〈配達人〉
元、国家保安隊の伍長。
上等な日本刀をふた振り、常に身につけている。カプチーノ色の肌。髪はドレッド。
母親は在日韓国人。父親はテキサス育ちのアフリカ系アメリカ人。
Y・T
RadiKSの〈特急便屋〉をしている15歳の少女。本名はYours Truly。
ヴァイタリ・チェルノブイリ
ヒロの同居人
アンクル・エンゾ
コーザノストラ・ピザ株式会社およびフランチャイズ国家〈ノヴァ・シチリア〉の代表
Da5id・マイヤー
〈ブラック・サン〉のオーナー。ハッカー

## 現実世界への影響
本作は、Googleの創業者ラリー・ペイジとセルゲイ・ブリン、Oculus創業者のパルマー・ラッキーなど、様々な著名人から支持されている。
宮本道人は、ダイヤモンドオンラインに寄せた記事の中で、2021年の時点から見ると本作に登場する技術は既視感があるとしつつも、多くの作品や技術が本作の世界観に影響を受けたと推測している。一方で、宮本は「フランチャイズ国家」、すなわち国家の衰退と企業の躍進がシリコンバレーの起業家たちの未来構想に影響を与えたとも指摘している。MoguraVRのすんくぼも、本作が後世の作家たちに影響を与えたと指摘している。

## 書誌
- 1998年10月 アスキー 全1巻
- 2001年4月 早川書房 ハヤカワ文庫SF 上下巻 - 表紙イラストは鶴巻和哉が担当。
- 2022年1月 早川書房 - 上記のカバーデザインを変更した「新版」。表紙イラストはアトリエ・オルシンスキーが担当。
- すべて翻訳は日暮雅通が担当。